# Mont Guyot
Le mont Guyot est une montagne située dans les monts Great Smoky, sur la frontière entre le Tennessee et la Caroline du Nord, entre le comté de Sevier et le comté de Haywood, aux États-Unis. Il s'élève à 2 018 m d'altitude, ce qui en fait le quatrième sommet de l'Est des États-Unis et le deuxième du parc national des Great Smoky Mountains. Le sentier des Appalaches traverse son versant sud, passant à 300 mètres du sommet.
La montagne possède deux cimes à 800 mètres d'intervalle, le sommet du sud-ouest étant le point culminant. La montagne monte à 1 100 m) au-dessus de sa base orientale, près de Walnut Bottom et à 1 200 m) au-dessus de sa base ouest, près de Greenbrier Cove. Ramsey Cascades, l'une des chutes d'eau les plus spectaculaires du parc, se déverse depuis une falaise de grès près de la pente ouest de Guyot.
La partie supérieure du mont est couverte d'une dense forêt des sapins et d'épinettes des Appalaches du Sud. L'implantation humaine n'a jamais été importante dans les Smokies de l'Est, de sorte que la zone autour du mont Guyot et les sommets adjacents ont subi des perturbations sensiblement moins élevées que les montagnes dans les parties occidentales ou centrales de la chaîne.
Une longue randonnée dans une végétation dense est nécessaire pour atteindre le sommet.